# Jason Moran
Jason Moran, (Houston, 1975. január 21. –) amerikai dzsesszzongorista.

## Pályafutása
Moran hatéves korától klasszikus zongorát tanult. Nagy hatással volt rá apja lemezgyűjteménye is. Tinédzserként a hiphop fogta meg, aztán felfedezte a The Monksot. 1993-ban fejezte be zenei tanulmányait a High School for the Performing and Visual Artsban texasi Houstonban. A Manhattan School of Music-ban Jaki Byardnál tanult. 1997-ben szerzett diplomát.Amikor még tanult, sokáig zongorázott Greg Osby zenekarában.
1999-ben kiadta debütáló albumát „Soundtrack to Human Motian” címmel, amely pozitív kritikákat kapott. A következő albuma a „Facing Left” (2000) volt. Állandó zenekart alapított „The Bandwagon” néven Taurus Mateen (basszus) és Nasheet Waits (dob) közreműködésével.
Hat évig Cassandra Wilsonnal dolgozott. Az „In My Mind: Monk at Town Hall” (1959) című multimédiás előadása − amely hang- és híradó-archív anyagokból, saját felvételeiből és David Dempewolf videójából, valamint W. Eugene Smith fényképeiből áll – nagy sikere volt.
2006-tól Moran egy évtizeden át Charles Lloyd kvartettjének is tagja volt. Velük kiadta a „Hagar's Song” című duóalbumot (2012) és rögzítették a „The Sky Will Still Be There Tomorrow”-t (2023).
2009-től Moran három évig turnézott Dave Holland kvartettjével. A „Let My People Go” (2021) című élő albumot Archie Sheppel duóban hozta létre.
Moran New Yorkban él és dolgozik. 2018. óta az Academy of Motion Picture Arts and Sciences tagjainak egyik − akik évente ítélik oda az Oscar-díjat.

## Albumok
- 1998: Soundtrack to Human Motion (1999)
- 2000: Facing Left (2000)
- 2001: Black Stars (2001)
- 2002: Modernistic (2002)
- 2002: The Bandwagon (2003) – live
- 2004: Same Mother (2005)
- 2006: Artist in Residence (2006)
- 2010: Ten (2010)
- 2014: All Rise: A Joyful Elegy for Fats Waller (2014)
- 2016: The Armory Concert (2016)
- 2016: Thanksgiving at The Vanguard (2017) – live
- 2016: Bangs (2017)
- 2017: MASS( 2017)
- 2017: Looks of a Lot (2018)
- 2017: Music for Joan Jonas (2018)[3CD]
- 2021: The Sound Will Tell You (2021)
- 2023: From the Dancehall to the Battlefield (2023)
- 2023: Refract

## Díjak
- 2003 és 2004: Moran megkapta a „Legjobb fiatal művész” díjat három kategóriában is a Down Beat amerikai jazzmagazin kritikusainak szavazásán.
- 2010: MacArthur-ösztöndíj
- 2011: megkapta az Echo Jazz díjat
- 3014: All Rise: A Joyful Elegy (Fats Waller album): Grammy-díj jelölés

## Fordítás
Ez a szócikk részben vagy egészben  a   Jason Moran című német Wikipédia-szócikk ezen változatának fordításán alapul.  Az eredeti cikk szerkesztőit annak laptörténete sorolja fel. Ez a jelzés csupán a megfogalmazás eredetét és a szerzői jogokat jelzi, nem szolgál a cikkben szereplő információk forrásmegjelöléseként.